# Azorella

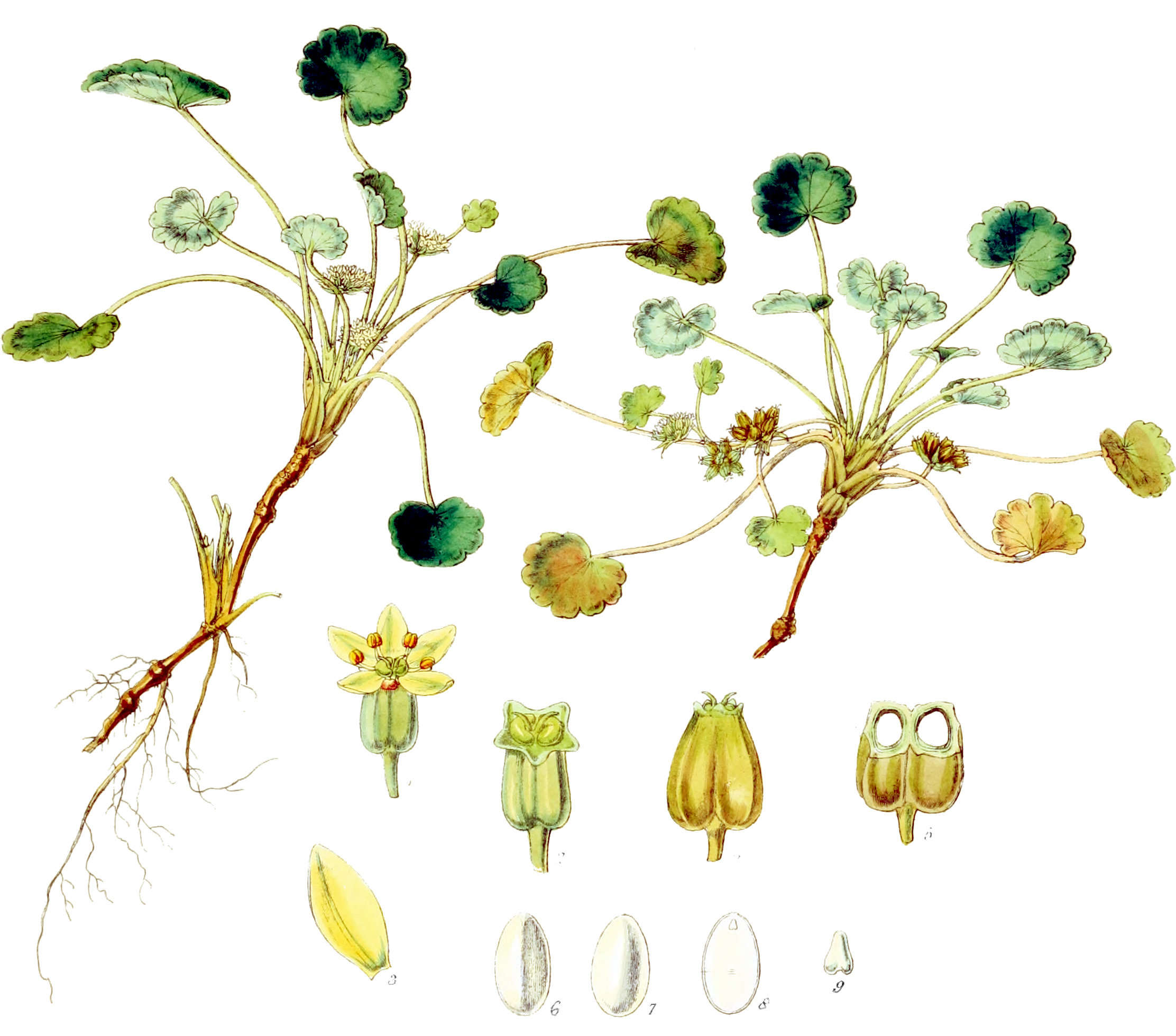
Illustration von Azorella schizeilema

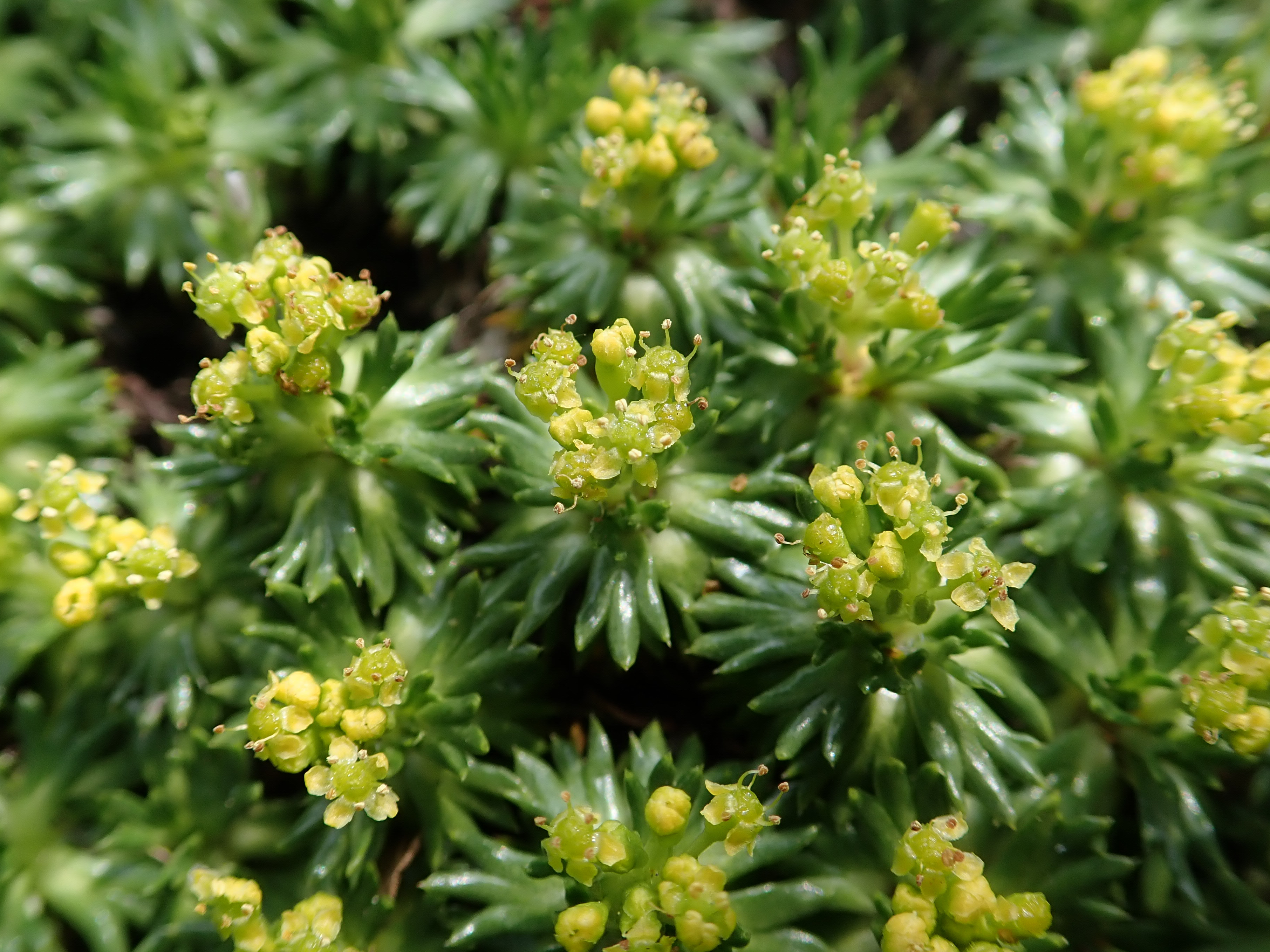
Azorella trifurcata

Azorella oder Andenpolster ist eine Gattung von Doldenblütlern, die im Westen Südamerikas, im Südosten Australiens, in Neuseeland und auf einigen Inseln der Antarktis vorkommt.
In einer Studie in den chilenischen Anden wurde festgestellt, dass Azorella-Bewuchs sowie Aridität in wesentlicher Weise die Zusammensetzung und die Vielfalt der lokalen Boden-Mikroorganismen bestimmt. Der pH-Wert sowie der Kohlen- und der Stickstoff-Gehalt des Bodens, die sonst weltweit gesehen die bestimmenden Faktoren sind, spielen in Azorella-Habitaten eine deutlich kleinere Rolle.

## Beschreibung
Die Azorella-Arten sind von tiefer Wuchsform und bilden Matten oder Horste, es sind oft Polsterpflanzen. Gewöhnlich sind sie weniger als 10 cm hoch, während sehr alte Exemplare bis über 1 m hohe Hügel bilden können. Die Arten sind ausdauernd, krautig bis verholzt und kahl bis behaart. Es sind Halb- oder Zwergsträucher, manchmal Riesenkräuter („Megaherbs“). Die ganzen bis gelappten Laubblätter sind einfach bis zusammengesetzt und sitzend bis gestielt. Sie sind oft stachelig und leicht ledrig bis fleischig. Nebenblätter können vorhanden sein.
Die Blüten erscheinen in meist einfachen Dolden mit einer Hülle und manchmal mit Hüllchen. Die Blüten sind fünfzählig und zwittrig. Ein Kelch kann vorhanden sein. Die Krone ist weiß, gelb, rötlich-gelb, grünlich oder purpur. Es ist ein Stylopodium vorhanden, meist sind zwei Fruchtblätter ausgebildet. Die Griffel sind kurz bis lang.
Es werden rippige bis geflügelte, meist kahle und meist trockene Spaltfrüchte gebildet. Ein Karpophor kann vorhanden sein. Ölzellen können vorhanden sein.

## Arten
Stand Dezember 2022 wurden die folgenden Arten in Plants of the World Online, einem Werk der britischen Royal Botanic Gardens, aufgeführt:
- Azorella acaulis (Cav.) Drude
- Azorella albovaginata (Gillies & Hook.) G.M.Plunkett & A.N.Nicolas
- Azorella allanii (Cheeseman) G.M.Plunkett & A.N.Nicolas
- Azorella ameghinoi Speg.
- Azorella andina (Phil.) Drude
- Azorella aretioides (Kunth) Willd. ex DC.
- Azorella biloba (Schltdl.) Wedd.
- Azorella boelckei (Mathias & Constance) G.M.Plunkett & A.N.Nicolas
- Azorella burkartii (Mathias & Constance) G.M.Plunkett & A.N.Nicolas
- Azorella cockaynei Diels
- Azorella colensoi (Domin) G.M.Plunkett & A.N.Nicolas
- Azorella compacta Phil.
- Azorella corymbosa (Ruiz & Pav.) Pers.
- Azorella crassipes Phil.
- Azorella crenata (Ruiz & Pav.) Pers.
- Azorella cryptantha (Clos) Reiche
- Azorella cuatrecasasii Mathias & Constance
- Azorella diapensioides A.Gray
- Azorella diversifolia Clos
- Azorella echegarayi (Hieron.) G.M.Plunkett & A.N.Nicolas
- Azorella exigua (Hook.f.) Drude
- Azorella filamentosa Lam.
- Azorella fragosea (F.Muell.) Druce
- Azorella fuegiana Speg.
- Azorella haastii (Hook.f.) Drude
- Azorella hallei (Skottsb.) G.M.Plunkett & A.N.Nicolas
- Azorella hookeri Drude
- Azorella hydrocotyloides (Hook.f.) Kirk
- Azorella julianii Mathias & Constance
- Azorella lyallii (J.B.Armstr.) G.M.Plunkett & A.N.Nicolas
- Azorella lycopodioides Gaudich.
- Azorella macquariensis Orchard
- Azorella madreporica Clos
- Azorella microphylla (Cav.) G.M.Plunkett & A.N.Nicolas
- Azorella monantha Clos
- Azorella monteroi S.Martínez & Constance
- Azorella multifida (Ruiz & Pav.) Pers.
- Azorella nitens Petrie
- Azorella nivalis Phil.
- Azorella pallida (Kirk) Kirk
- Azorella patagonica Speg.
- Azorella pedunculata (Spreng.) Mathias & Constance
- Azorella polaris (Hombr. & Jacquinot) G.M.Plunkett & A.N.Nicolas
- Azorella prolifera (Cav.) G.M.Plunkett & A.N.Nicolas
- Azorella pulvinata Wedd.
- Azorella ranunculus d'Urv.
- Azorella robusta (Kirk) G.M.Plunkett & A.N.Nicolas
- Azorella roughii (Hook.f.) Kirk
- Azorella ruizii G.M.Plunkett & A.N.Nicolas
- Azorella schizeilema G.M.Plunkett & A.N.Nicolas
- Azorella selago Hook.f.
- Azorella spinosa (Ruiz & Pav.) Pers.
- Azorella triacantha (Griseb.) Mart.Fernández & C.I.Calviño
- Azorella trifoliolata Clos
- Azorella trifurcata (Gaertn.) Pers.
- Azorella trisecta (H.Wolff) Mart.Fernández & C.I.Calviño
- Azorella ulicina (Gillies & Hook.) G.M.Plunkett & A.N.Nicolas
- Azorella valentini (Speg.) Mart.Fernández & C.I.Calviño